# Липково (община)
Общи́на Ли́пково (мак. Општина Липково) — община в Північній Македонії. Адміністративний центр — село Липково. Розташована в північній частині Македонії Північно-Східного регіону з населенням 27 058 мешканців, які проживають на площі  — 267,82 км².

## Населені пункти
| №  | Населений пункт | Населення, осіб (2002) |
| -- | --------------- | ---------------------- |
| 1  | Алашевце        | 126                    |
| 2  | Белановце       | 7                      |
| 3  | Ваксинце        | 2479                   |
| 4  | Виштиця         | 991                    |
| 5  | Глажня          | 54                     |
| 6  | Гошинце         | 424                    |
| 7  | Злокукане       | 12                     |
| 8  | Ізвор           | 4                      |
| 9  | Липково         | 2644                   |
| 10 | Лояне           | 2682                   |
| 11 | Матейче         | 3394                   |
| 12 | Никуштак        | 1748                   |
| 13 | Опає            | 1996                   |
| 14 | Оризарі         | 2094                   |
| 15 | Отля            | 3148                   |
| 16 | Рнковце         | 21                     |
| 17 | Ропалце         | 1373                   |
| 18 | Руниця          | 69                     |
| 19 | Слупчане        | 3789                   |
| 20 | Стрима          | 3                      |

| Північна Македонія | Це незавершена стаття з географії Північної Македонії. Ви можете допомогти проєкту, виправивши або дописавши її. |